# Вільново
Вільново (пол. Wilnowo) — село в Польщі, у гміні Моронґ Острудського повіту Вармінсько-Мазурського воєводства.
Населення — 220 осіб (2011).
У 1975-1998 роках село належало до Ольштинського воєводства.

## Демографія
Демографічна структура станом на 31 березня 2011 року:
|          | Загалом | Допрацездатний вік | Працездатний вік | Постпрацездатний вік |
| -------- | ------- | ------------------ | ---------------- | -------------------- |
| Чоловіки | 114     | 22                 | 82               | 10                   |
| Жінки    | 106     | 27                 | 62               | 17                   |
| Разом    | 220     | 49                 | 144              | 27                   |